# Lazăr Cosma
Lazăr Cosma (n. 1906, Treznea, Sălaj, România – d. 1940, Treznea, Sălaj, România) a fost un învățător și director de școală în comuna martir Treznea.

## Viața

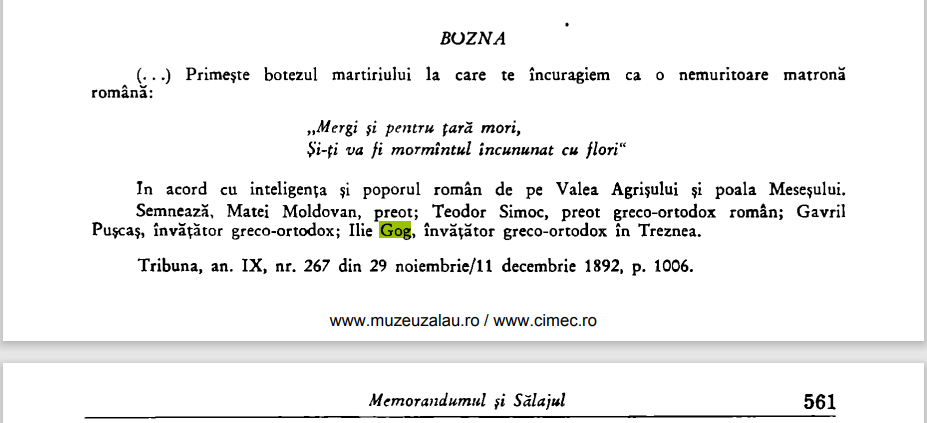

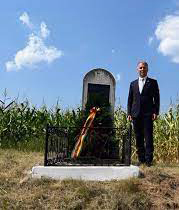

A studiat la București, la școala care pregătea învățători. A fost un militant pentru păstrarea ființei naționale a românilor din Transilvania pe timpul apartenenței acesteia la Ungaria și un militant pentru dreptul la șanse egale, prin învățătură, al copiilor de la sate. După absolvirea studiilor a fost numit învățător și director de școală în comuna sălăjeană Treznea (localitate atestată din 1440). Învățător în Treznea fusese și socrul lui, pe nume Ilie Gog, care studiase la Sibiu și care a primit Diploma de absolvire din mâna episcopului Andrei Șaguna, în 1875.
A fost ucis la vârsta de 34 de ani, în urma masacrului comis de trupele horthyste în septembrie 1940, în timpul acțiunilor de ocupare a Ardealului de nord conform Diktatului de la Viena. Soția sa, Aurelia, învățătoare, a avut aceeași soartă, deși avea doar 30 de ani și era însărcinată în luna a șasea. 

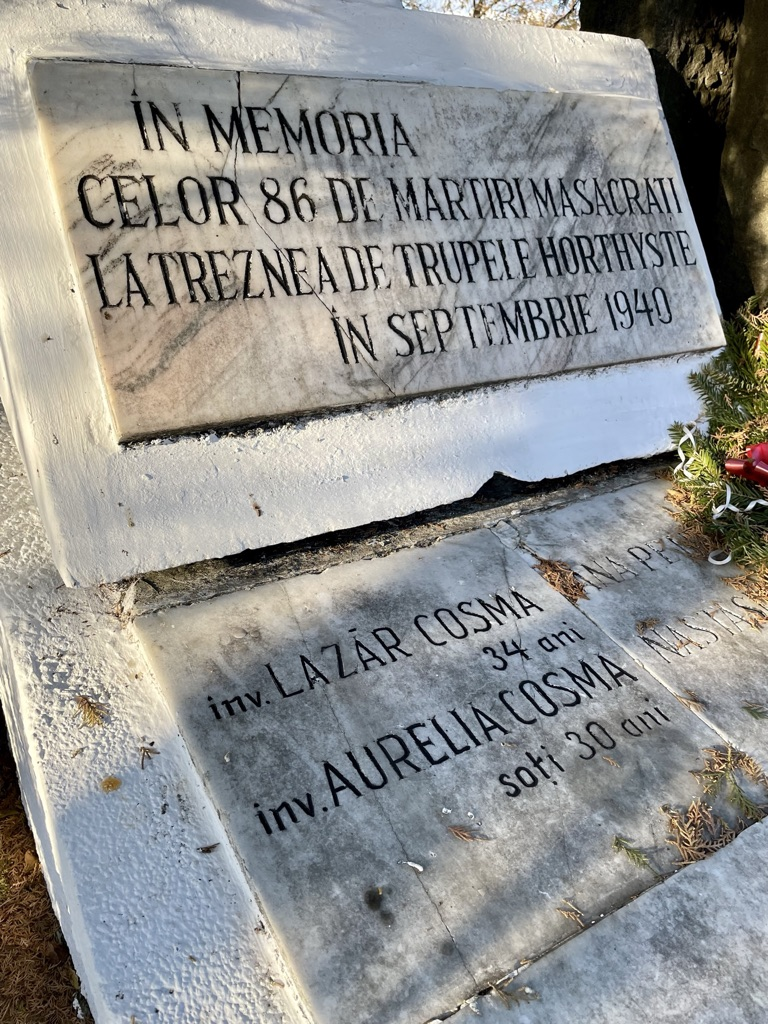

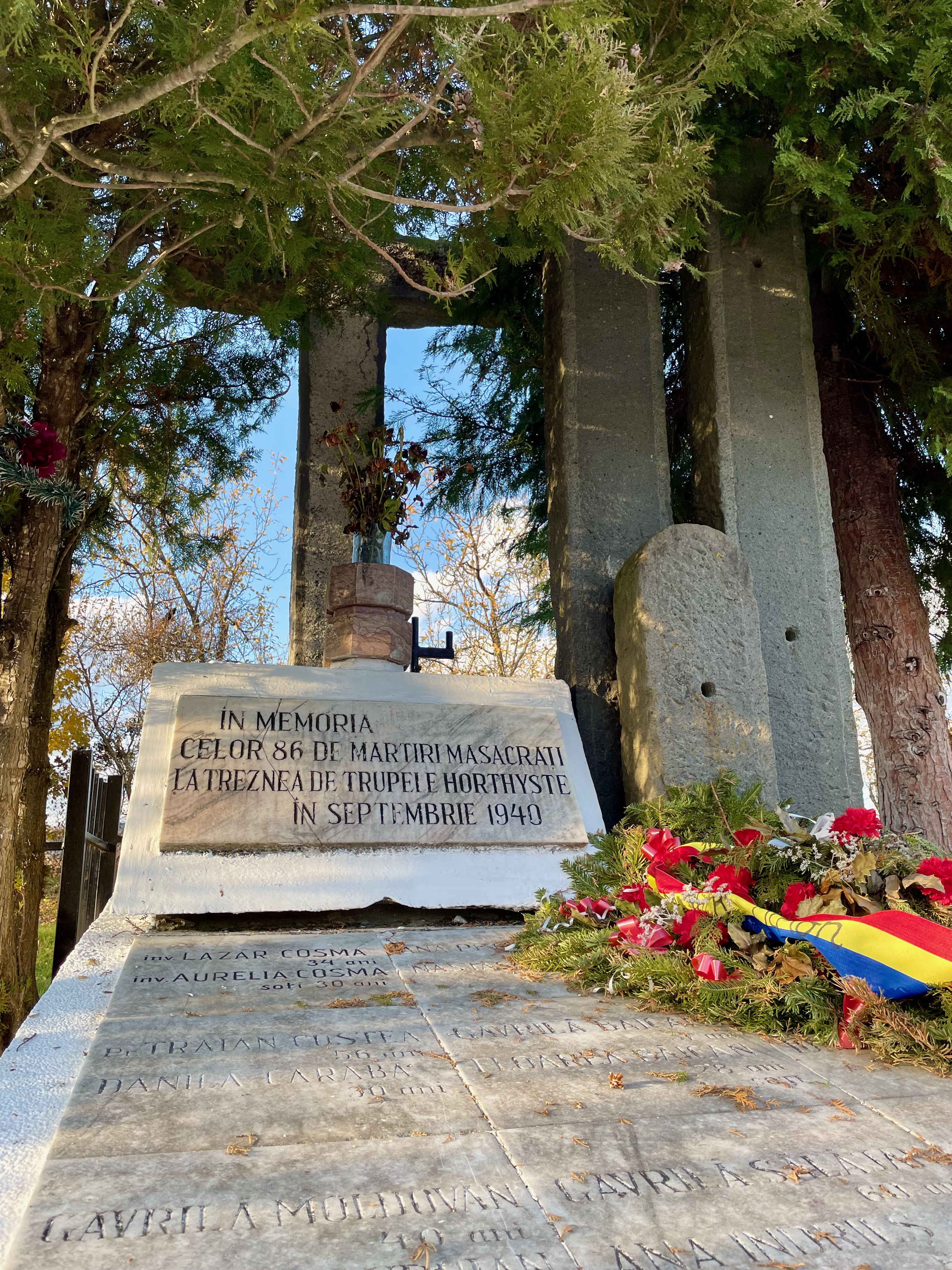

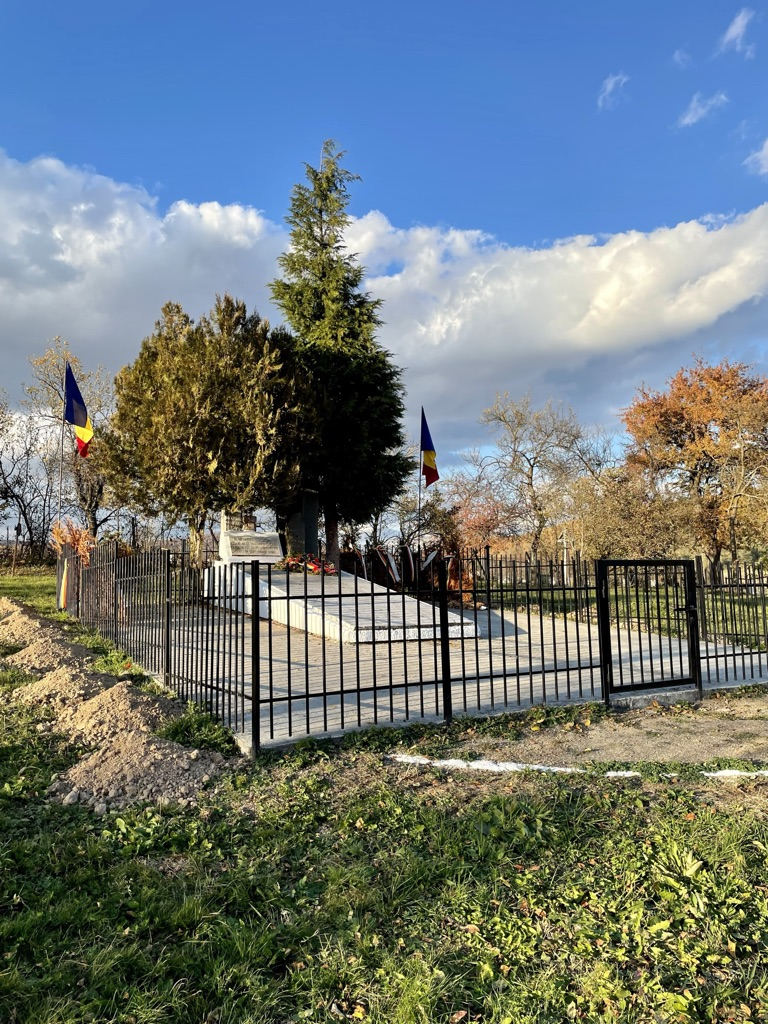

Alături de preotul Costea a reprezentat un sprijin și un reper pentru populația românească și o piedică în calea maghiarizării forțate a satului. Pentru acest lucru, din ordinul grofului Bay Ferencs (fostul proprietar al pământurilor locale înainte de Marea Unire, întors în sat însoțit de armata hortystă de ocupație), comandantul militar maghiar i-a urmărit pe Cosma și pe familia acestuia până departe de ținutul Treznei, arestându-i pe cei doi soți profesori și asasinându-i la marginea unui lan de porumb, pentru vina de a fi capii "uneltirii românilor împotriva ungurilor". Pe locul respectiv a fost ridicat un mic monument comemorativ, înainte de intrarea în satul Bodia, comuna Agrij, jud. Sălaj (vezi foto). Mai există un monument în mijlocul satului, care amintește masacrul de la Treznea, și un monument colectiv, care menționează pe prima poziție numele învățătorului-director Lazăr Cosma și al soției sale Aurelia (vezi 3 fotografii).
Astăzi școala din localitate  poartă numele celor doi martiri. 
De asemenea, numele celor doi sunt primele înscrise pe marmura monumentului care cinstește memoria celor 86 de victime ale atrocităților din septembrie 1940, efectuate de trupe maghiare aparținând batalionul 22 Grăniceri Debrețin aflat sub comanda locotenentului Akosi. Pentru aceste crime de război, comandantul trupelor maghiare a fost condamnat la moarte, în contumacie, de Tribunalul Poporului din Transilvania de Nord, cu sediul la Cluj, sentință care nu a putut fi pusă în aplicare din cauza "relațiilor frățești" dintre România și Ungaria în epoca comunistă.

## Familia
A avut patru copii: muzicologul Octavian Lazăr Cosma, profesoara de limba română Doina Anton (n. Cosma) și două fete gemene care au murit înainte de a împlini un an.